# 截叶风毛菊
截叶风毛菊（学名：Saussurea merinoi）是菊科风毛菊属的植物，是中国的特有植物。分布于中国大陆的云南等地，生长于海拔3,250米的地区，目前尚未由人工引种栽培。